# Hans-Johann Glock
Hans-Johann Glock (12 febbraio 1960) è un filosofo tedesco presso l'Università di Zurigo.

## Biografia
Glock ha studiato filosofia, germanistica e matematica presso l'Università di Tubinga, Università di Oxford, e la Università libera di Berlino, e nel 1990 ha conseguito il dottorato a Oxford. Dopo aver ricoperto incarichi di docenza a Oxford e all'Università di Reading, nel 2006 ha ottenuto un incarico presso l'Università di Zurigo, dove è titolare di una cattedra di Filosofia teoretica. È inoltre professore presso l'Università di Reading.
La sua ricerca si basa sui vari campi della filosofia: come la filosofia del linguaggio, filosofia della mente, e la filosofia analitica in senso più ampio. Inoltre, Glock è considerato un esperto della filosofia praticata da Ludwig Wittgenstein.

## Monografie
- What is Analytic Philosophy? Cambridge University Press, 2008, ISBN 0-521-87267-7. (abstract)
- Quine and Davidson on Language, Thought and Reality. Cambridge University Press, 2003, ISBN 0-521-82180-0. (abstract)
- A Wittgenstein Dictionary. Wiley-Blackwell, 1996, ISBN 0-631-18112-1. (abstract)

## Volumi
- Wittgenstein and Analytic Philosophy. Essays for P. M. S. Hacker (with John Hyman). Oxford University Press, 2009. (abstract)
- Strawson and Kant. Oxford University Press, 2003. (abstract)
- Fifty Years of Quines 'Two Dogmas' (with Kathrin Glüer and Geert Keil). Rodopi, 2003.